# Bokod megállóhely
Bokod megállóhely egy megszűnt vasúti megállóhely, melyet a MÁV üzemeltetett, nevével ellentétben a Komárom-Esztergom vármegyei Dad település közigazgatási területén. A névadó település, Bokod központjától mintegy 2,5 kilométerre északra, külterületek közt helyezkedett el, nem messze a 8154-es út vasúti keresztezésétől, közúti elérését az előbbi útból kiágazó 81 332-es számú mellékút biztosította.

## Vasútvonalak
A megállóhelyet az alábbi vasútvonalak érintették:
- Környe–Pápa-vasútvonal

## Kapcsolódó állomások
A megállóhelyhez az alábbi állomások vannak a legközelebb:
- Kecskéd megállóhely (Környe vasútállomás, Környe–Pápa-vasútvonal)
- Dad megállóhely (Pápa vasútállomás, Környe–Pápa-vasútvonal)